# Moclinejo
Moclinejo là một đô thị trong tỉnh Málaga, cộng đồng tự trị Andalusia Tây Ban Nha. Đô thị này có diện tích là 15 ki-lô-mét vuông, dân số năm 2009 là 1256 người với mật độ 83,73 người/km². Đô thị này có cự ly 24 km so với tỉnh lỵ Málaga.